# Municipio de Chiantla
Municipio de Chiantla är en kommun i Guatemala.   Den ligger i departementet Departamento de Huehuetenango, i den västra delen av landet, 130 km nordväst om huvudstaden Guatemala City.
Följande samhällen finns i Municipio de Chiantla:
- Chiantla